# Cừu Dorset khuyết sừng

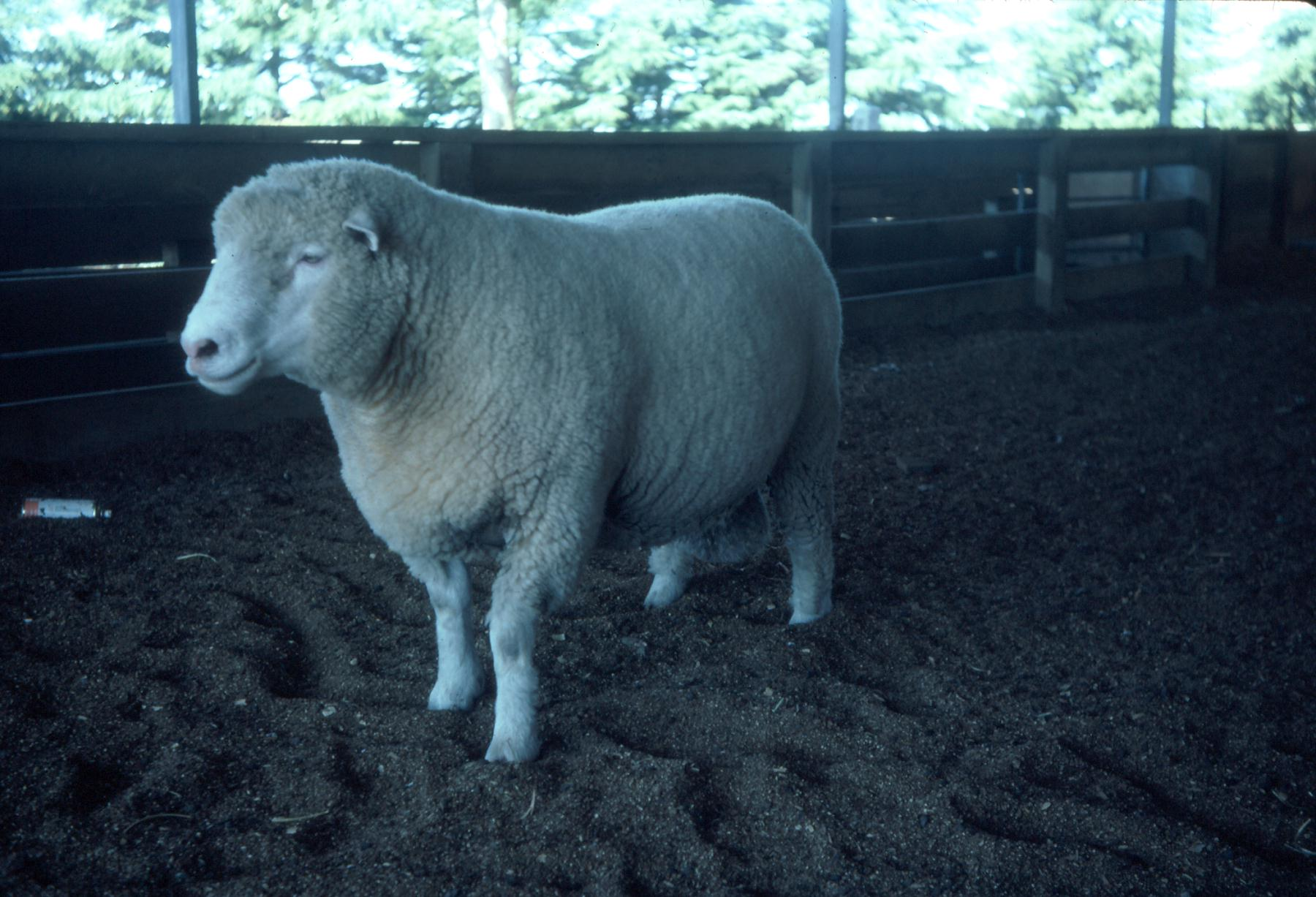
Cừu khuyết sừng Dorset

Cừu Dorset khuyết sừng là một giống cừu có nguồn gốc từ Mỹ. Chúng là một giống cừu được phát triển cho thịt cừu tại Đại học bang Bắc Carolina năm 1956. Các tên gọi liên quan đến thực tế là nó là một biến thể của giống cừu sừng Dorset hay cừu Dorset. Cừu khuyết sừng Dorset là kết quả của một đột biến di truyền do đó một số con đẻ của một cừu đực nào đó mọc không có sừng. Sau một năm làm việc chăn nuôi, một chủng Dorset đã được phát triển đó đã mất sừng đặc trưng và chọn lọc tạo thành giống này. 

## Đặc điểm

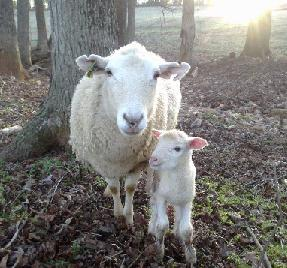
Cừu mẹ và cừu non

Dorset khuyết sừng là một giống cừu cỡ vừa, sung mãn và có khả năng sinh sản ra các mùa, chúng có màu lông thuần nhất với tất cả đều màu trắng. Thân chúng là cơ bắp với kết cấu tốt và những con đực tạo ra một lông cừu dày. Số lượng Dorset khuyết sừng đăng ký tại Hoa Kỳ đã phát triển vượt quá số lượng của cừu Dorset. Nếu không có sừng chiên dễ dàng hơn để xử lý và có ít nguy cơ gây tổn thương cho các con cừu đực mình hoặc con khác bởi sự lòn cúi.
Cừu khuyết sừng Dorset là đôi khi bị nhầm lẫn với các con cừu Poll Dorset ở Úc, nhưng giống này không bắt đầu như là một đột biến di truyền, nhưng kết quả của sự ra đời của Corriedale và Ryeland vào các chương trình nhân giống cừu Dorset. giống cừu này lai với cừu Corriedale có sừng và cừu relang, giữ được đặc điểm có sừng của cừu Corriedale, thuộc giống lấy thịt.
Giống cừu này không có lông ở mặt, lông chỉ mọc từ đầu xuống đến mắt, thân hình dài, rộng và sâu, cơ phát triển, toàn thân màu trắng, con đực trưởng thành nặng 90–110 kg, con cái 65–75 kg; lượng lông thu được từ con cái trưởng thành là 2.3-2.7 kg, lông dài 8–10 cm, tỷ lệ cừu non 110-130%. Giống này có các đặc điểm phát triển nhanh, dễ nuôi, cơ phát triển tốt, thịt nạc nhiều...thường được xem là giống chuyên sản xuất thịt trái mùa sinh sản ở Niudilan.
Trán chúng phẳng, xương mũi lồi ra, chúng có hố nước mắt, mõm của chúng mỏng, môi hoạt động, răng cửa sắc, nhờ đó chúng có thể gặm được cỏ mọc thấp và bứt được những lá thân cây mềm mại, hợp khẩu vị trên cao để ăn. Chúng có thói quen đi kiếm ăn theo bầy đàn, tạo thành nhóm lớn trên đồng cỏ. Trong da chúng có nhiều tuyến mồ hôi và tuyến mỡ hơn dê. Bởi thế chúng bài tiết mồ hôi nhiều hơn và các cơ quan hô hấp tham gia tích cực hơn vào quá trình điều tiết nhiệt.

## Chăn nuôi
Chúng có tính bầy đàn cao nên dễ quản lý, chúng thường đi kiếm ăn theo đàn nên việc chăm sóc và quản lý rất thuận lợi. Chúng cũng là loài dễ nuôi, mau lớn, ít tốn công chăm sóc. So với chăn nuôi bò thì chúng là vật nuôi dễ tính hơn, thức ăn của chúng rất đa dạng, thức ăn của chúng là những loại không cạnh tranh với lương thực của người. Chúng là động vật có vú ăn rất nhiều cỏ. Hầu hết chúng gặm cỏ và ăn các loại cỏ khô khác, tránh các phần thực vật có gỗ nhiều. Chúng có chế độ hoạt động ban ngày, ăn từ sáng đến tối, thỉnh thoảng dừng lại để nghỉ ngơi và nhai lại. Đồng cỏ lý tưởng cho chúng như cỏ và cây họ Đậu. Khác với thức ăn gia súc, thức ăn chính của chúng trong mùa đông là cỏ khô.
Chúng là loài ăn tạp, có thể ăn được nhiều loại thức ăn bao gồm thức ăn thô xanh các loại như: rơm cỏ tươi, khô, rau, củ quả bầu bí các loại, phế phụ phẩm công nông nghiệp và các loại thức ăn tinh bổ sung như cám gạo ngũ cốc. Mỗi ngày chúng có thể ăn được một lượng thức ăn 15-20% thể trọng. Chúng cần một lượng thức ăn tính theo vật chất khô bằng 3,5% thể trọng. Với nhu cầu 65% vật chất khô từ thức ăn thô xanh (0,91 kg) và 35% vật chất khô từ thức ăn tinh (0,49 kg). Khi cho chúng ăn loại thức ăn thô xanh chứa 20% vật chất khô và thức ăn tinh chứa 90% vật chất khô.
Nguồn nước uống là nhu cầu cơ bản của chúng. Lượng nước cần cho chúng biến động theo mùa và loại và chất lượng thực phẩm mà chúng tiêu thụ. Khi chúng ăn nhiều trong các tháng đầu tiên và có mưa (kể cả sương, khi chúng ăn vào sáng sớm), chúng cần ít nước hơn. Khi chúng ăn nhiều cỏ khô thì chúng cần nhiều nước. Chúng cũng cần uống nước sạch, và có thể không uống nếu nước có tảo hoặc chất cặn. Trong một số khẩu phần ăn của chúng cũng bao gồm các khoáng chất, hoặc trộn với lượng ít.

## Chăm sóc
Sau khi cho phối giống 16-17 ngày mà không có biểu hiện động dục lại là có thể cừu đã có chửa, Căn cứ vào ngày phối giống để chuẩn bị đỡ đẻ cho cừu (thời gian mang thai của cừu 146-150 ngày) nhằm hạn chế cừu sơ sinh bị chết; Có thể bồi dưỡng thêm thức ăn tinh và rau cỏ non cho cừu có chửa nhưng tuyệt đối tránh thức ăn hôi mốc; Khi có dấu hiệu sắp đẻ (bầu vú căng, xuống sữa, sụt mông, âm hộ sưng to, dịch nhờn chảy ra, cào bới sàn...) nên nhốt ở chuồng riêng có lót ổ rơm và chăn dắt gần, tránh đồi dốc.
Thông thường cừu mẹ nằm đẻ nhưng cũng có trường hợp đứng đẻ, tốt nhất nên chuẩn bị đỡ đẻ cho cừu; Sau khi đẻ cừu mẹ tự liếm cho con. Tuy nhiên, vẫn phải lấy khăn sạch lau khô cho cừu con, nhất là ở miệng và mũi cho cừu con dễ thở. Lấy chỉ sạch buộc cuống rốn (cách rốn 4–5 cm), cắt cuống rốn cho cừu con và dùng cồn Iod để sát trùng; Giúp cừu con sơ sinh đứng dậy bú sữa đầu càng sớm càng tốt (vì trong sữa đầu có nhiều kháng thể tự nhiên); Đẻ xong cho cừu mẹ uống nước thoải mái (có pha đường 1% hoặc muối 0.5%).
Cừu con trong 10 ngày đầu sau khi đẻ cừu con bú sữa mẹ tự do; Từ 11-21 ngày tuổi cừu con bú mẹ 3 lần/ngày, nên tập cho cừu con ăn thêm thức ăn tinh và cỏ non, ngon; 80-90 ngày tuổi có thể cai sữa. Giai đoạn này phải có cỏ tươi non, ngon cho cừu con để kích thích bộ máy tiêu hóa phát triển (đặc biệt là dạ cỏ) và bù đắp lượng dinh dưỡng thiếu hụt do sữa mẹ cung cấp không đủ; Cừu sinh trưởng và phát triển nhanh, mạnh ở giai đoạn này.